# Presa de Monjas
Presa de Monjas är en ort i Mexiko.   Den ligger i kommunen San Diego de la Unión och delstaten Guanajuato, i den centrala delen av landet, 290 km nordväst om huvudstaden Mexico City. Presa de Monjas ligger 2 044 meter över havet och antalet invånare är 251.
Terrängen runt Presa de Monjas är platt söderut, men norrut är den kuperad. Runt Presa de Monjas är det ganska glesbefolkat, med 31 invånare per kvadratkilometer. Närmaste större samhälle är San Diego de la Unión, 16,6 km nordost om Presa de Monjas. Omgivningarna runt Presa de Monjas är i huvudsak ett öppet busklandskap.